# لیزا الکساندر
لیزا الکساندر (انگلیسی: Lisa Alexander؛ زادهٔ ۲۲ سپتامبر ۱۹۶۸) ورزشکار شنای موزون اهل کانادا است.
وی در مسابقات کشوری و بین‌المللی در مجموع برندهٔ ۲ مدال طلا، ۷ مدال نقره، ۲ مدال برنز شده‌است.